# Sportland Niederösterreich
Sportland Niederösterreich é uma equipa continental UCI fundada em 2013 e com sede na Áustria. A equipa disputa os Circuitos Continentais da UCI.

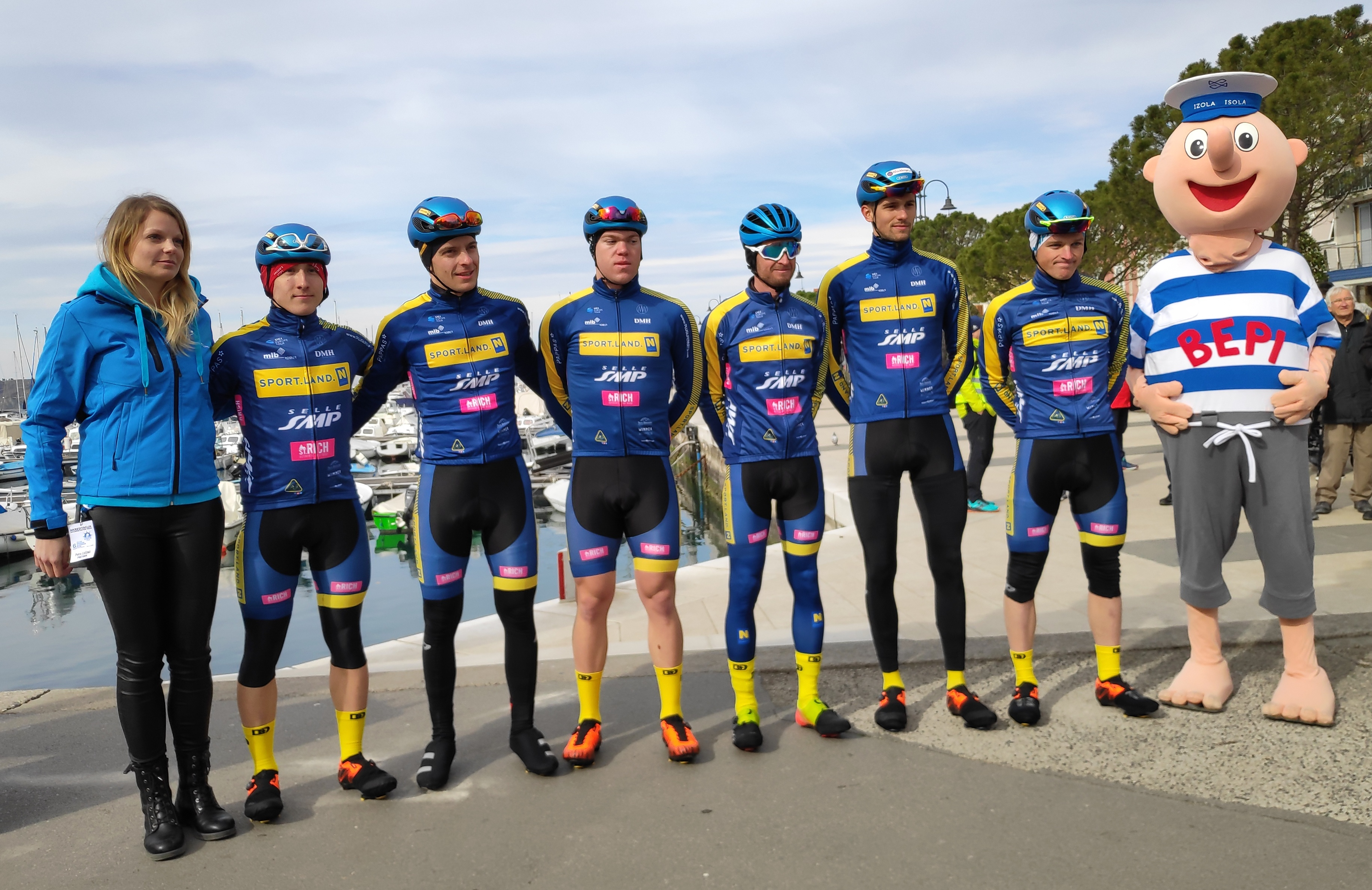
Equipa SPORT.LAND. Niederösterreich no GP Izola de 2019